# Nové Dvory (Dolní Hořice)
Nové Dvory (německy Neuhof) jsou malá vesnice, část obce Dolní Hořice v okrese Tábor v Jihočeském kraji. Nachází se asi pět kilometrů jihovýchod od Dolních Hořic. Nové Dvory leží v katastrálním území Nové Dvory u Pořína o rozloze 4,35 km².

## Historie
První písemná zmínka o vesnici pochází z roku 1654.

## Obyvatelstvo
| Rok            | 1869 | 1880 | 1890 | 1900 | 1910 | 1921 | 1930 | 1950 | 1961 | 1970 | 1980 | 1991 | 2001 | 2011 | 2021 |
| -------------- | ---- | ---- | ---- | ---- | ---- | ---- | ---- | ---- | ---- | ---- | ---- | ---- | ---- | ---- | ---- |
| Počet obyvatel | 160  | 161  | 149  | 131  | 137  | 144  | 106  | 37   | 61   | 40   | 20   | 14   | 9    | 9    | 12   |
| Počet domů     | 13   | 15   | 15   | 13   | 15   | 14   | 14   | 16   | 16   | 10   | 7    | 15   | 15   | 16   | 12   |

## Obecní správa
Při sčítání lidu v letech 1850–1889 Nové Dvory byly osadou obce Křeč v okrese Pelhřimov. V letech 1890–1960 byly osadou obce Bezděčín, se kterým patřil nejprve do okresu Pelhřimov, ale v roce 1950 v okrese Pacov. V letech 1961–1976 byly částí obce Pořín v okrese Tábor. Od 1. dubna 1976 jsou částí obce Dolní Hořice v okrese Tábor.

## Pamětihodnosti
- Asi jeden kilometr východně od vesnice se v Josafatském údolí nachází pozůstatky Údolského hrádku ze 14. století.
- Venkovská usedlost čp. 10
- Vodní mlýn – čp. 6